# The Born Loser
The Born Loser (« Le Perdant né ») est une série de bande dessinée créée par l'Américain Art Sansom et diffusée au format comic strip dans la presse américaine à partir du 10 mai 1965 par Newspaper Enterprise Association..
Chip Samson assiste son père à partir de 1977 et lui succède en 1991. En 2018, la série est diffusée par United Features Syndicate.
La série est diffusée sous le titre Renato perdente nato dans l'hebdomadaire italien La Settimana Enigmistica.

## Prix
- 1988 : Prix de la National Cartoonists Society du comic strip humoristique
- 1990 : Prix de la National Cartoonists Society du comic strip humoristique